# راؤول كاسترو (لاعب كرة قدم)
راؤول كاسترو (بالإسبانية: Raúl Castro)‏ (19 أغسطس 1989 بلاباز في بوليفيا - ) هو مدرب كرة قدم وحكم كرة قدم ولاعب كرة قدم بوليفي في مركز الوسط. شارك مع منتخب بوليفيا لكرة القدم. أما مع النوادي، فقد لعب مع نادي بوليفار وUniversitario de Sucre ‏.

## وصلات خارجية
- راؤول كاسترو على موقع قاعدة بيانات كرة القدم.إي يو (الإنجليزية)
- راؤول كاسترو على موقع ناشيونال فوتبول تيمز (الإنجليزية)
- راؤول كاسترو على موقع Soccerway.com (الإنجليزية)
- راؤول كاسترو على موقع AS.com (الإسبانية)